# Mereiterite
La mereiterite è un minerale appartenente al gruppo della leonite.